# Aquila Group
Aquila Group este un grup de companii cu activități de distribuție din România.
Grupul Aquila cuprinde companiile Aquila și Seca din România, Standard AVD în Serbia, Trigor AVD în Republica Moldova și Akila în Bulgaria.
Grupul este controlat de antreprenorii Alin Dociu și Cătălin Vasile din Ploiești care au pus bazele grupului Aquila în 1994.
Compania deține o flotă auto de 175 de camioane și 850 de vehicule pe rețeaua de distribuție, 36 de depozite cu o suprafață totală de 30.000 mp și două centre logistice.
Printre furnizorii grupului se numără Unilever, Wrigley, Ferrero, Tchibo, Brau Union și Prodvinalco.
Număr de angajați în 2005: 1.800
Cifra de afaceri:
- 2013: 185 milioane euro [3]
- 2007: 150 milioane euro [4]
- 2005: 116 milioane euro [1]